# Änkedrottningens livregemente
Den här sidan handlar om Lovisa Ulrikas regemente som fick sitt namn 1772. För det som under 1600-talet kallades änkedrottningens livregemente, se Riksänkedrottningens livregemente till fot.
Änkedrottningens livregemente var ett svenskt värvat infanteriregemente som verkade under många namn från 1742 till 1808. Regementet var en föregångare till Göta livgarde.

## Historia
Regementet härstammar från det av överste Gustaf David Hamilton uppsatta Hamiltonska regementet. Det sattes upp i södra Sverige 1742. Regementet kommenderades 1753 till bygget av Sveaborg. År 1759 bytte förbandet överste, och därmed namn till Lillieswärds regemente, samma sak skedde 1761 då regementet blev känt som Liewens regemente. Efter en kortare tid i Stockholm fördes förbandet 1762, samtidigt som det bytte namn till Prins Fredrik Adolfs värvade infanteriregemente då denne blev överste och chef. Regementet skickades åter över till i Finland där det blev kvar. År 1771 bytte regementet namn efter sin nye överste och blev Manteuffels regemente för att året efter, 1772, bli Änkedrottningens livregemente. År 1773 sattes en tredje bataljon upp i Stockholm men 1793 bröts den tredje bataljonen ur Änkedrottningens regemente loss och bildade Den värvade bataljonen av livregementets lätta infanteri. Under Finska kriget 1808 utgjorde regementet garnisonstrupp på Sveaborg och upplöstes i samband med fästningens kapitulation i maj 1808. Manskap som därefter fanns kvar överfördes till Andra gardesregementet, som senare bytte namn till Göta Livgarde.

## Bilder

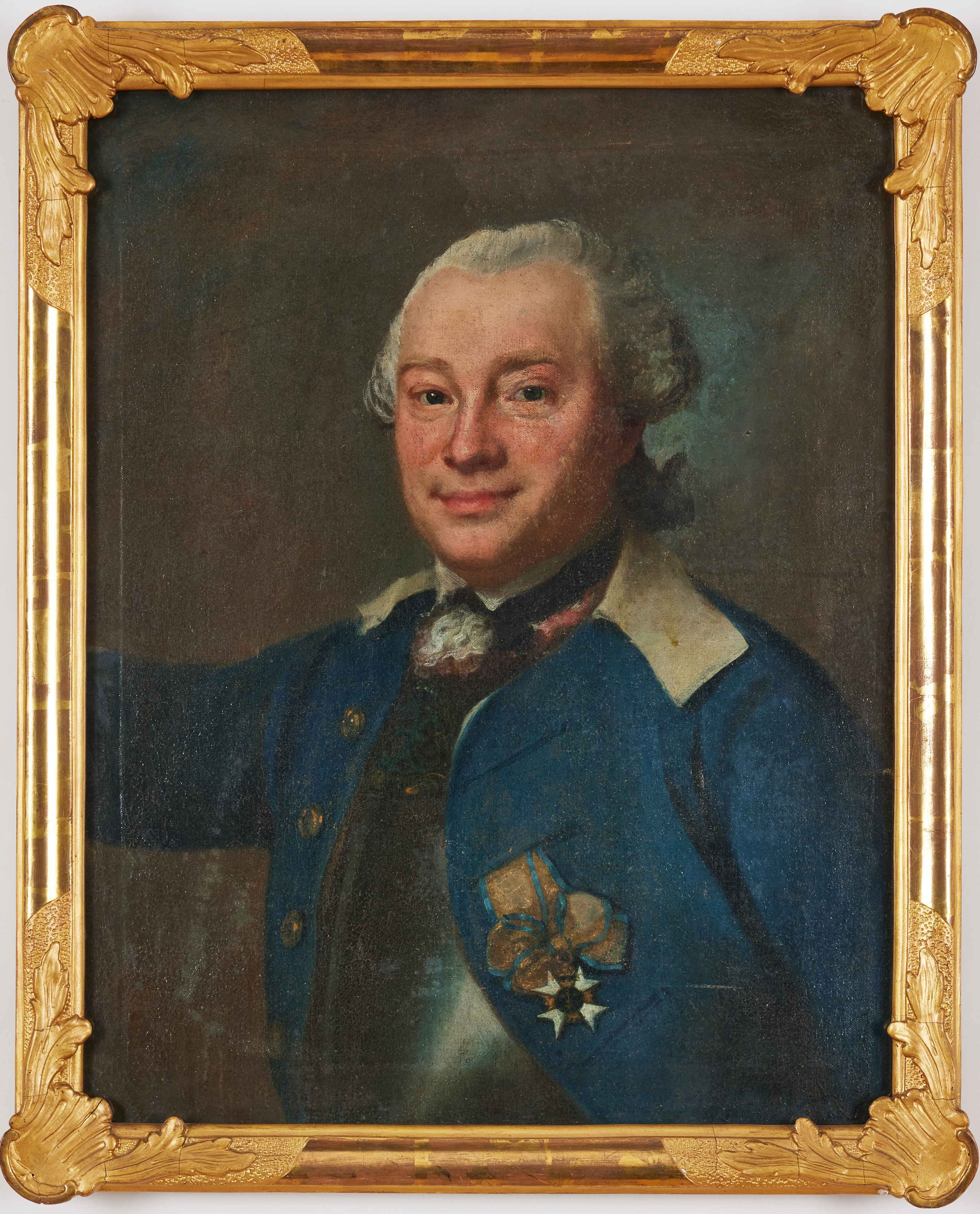
Kapten Lorents Benedict Gyllenpamp avporträtterad i uniform m/1756 för regementet. 24 augusti, 1761
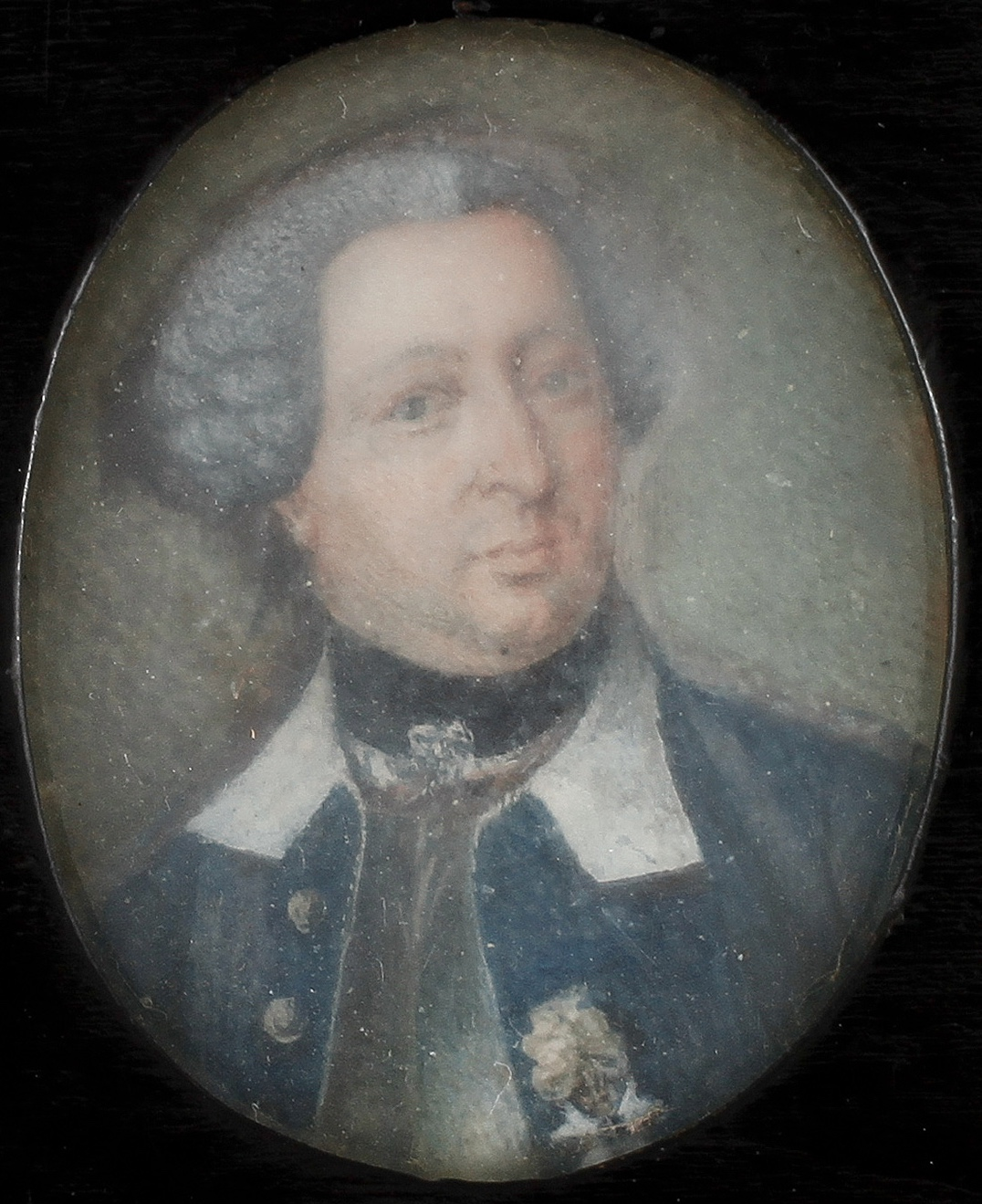
Erik Gustaf von Eckstedt i regementets uniform m/1756, ca 1760.
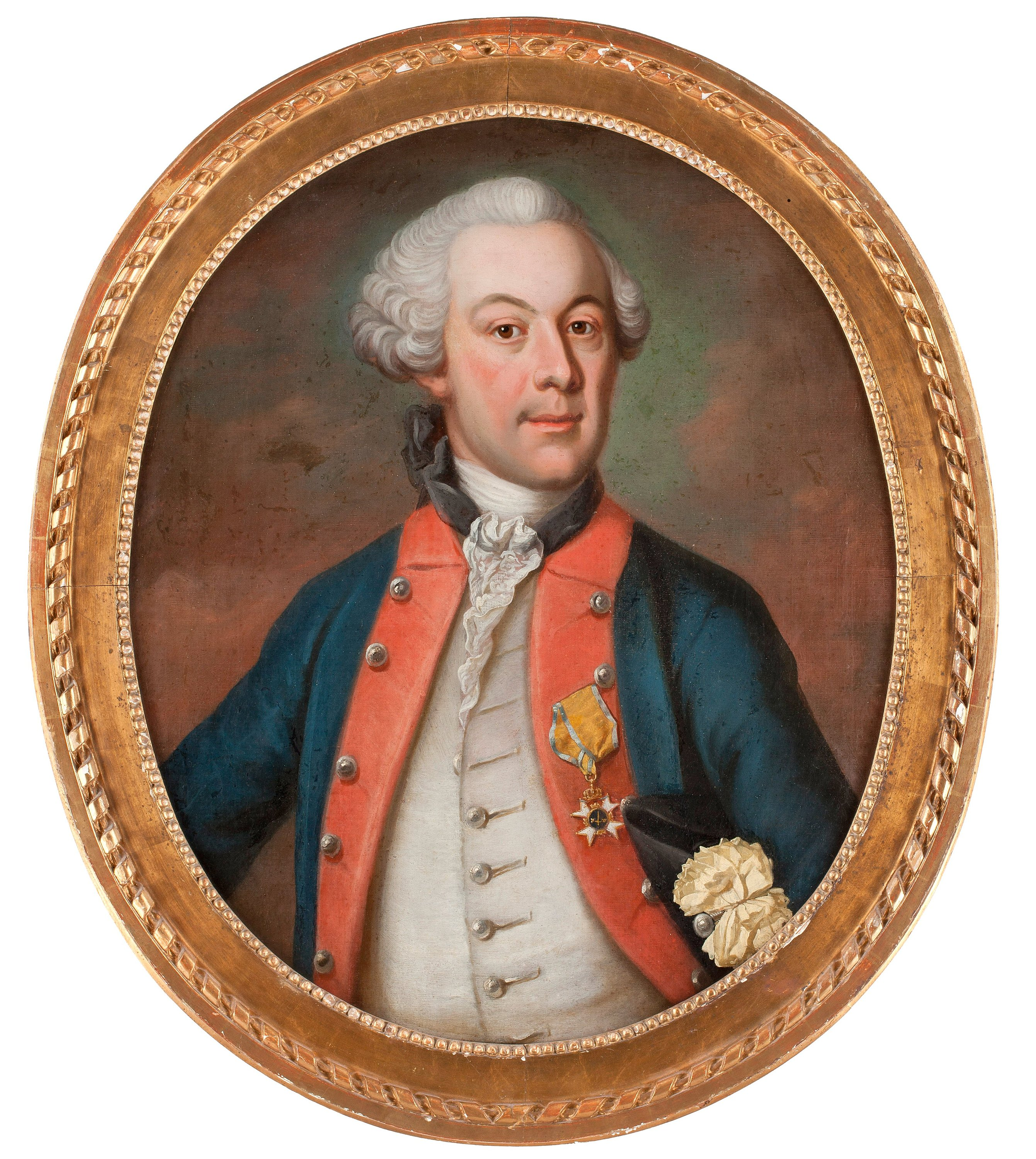
Carl Mauritz von Gertten i regementets uniform m/1765 för en major. Avporträtterad 1770, konstnär okänd.
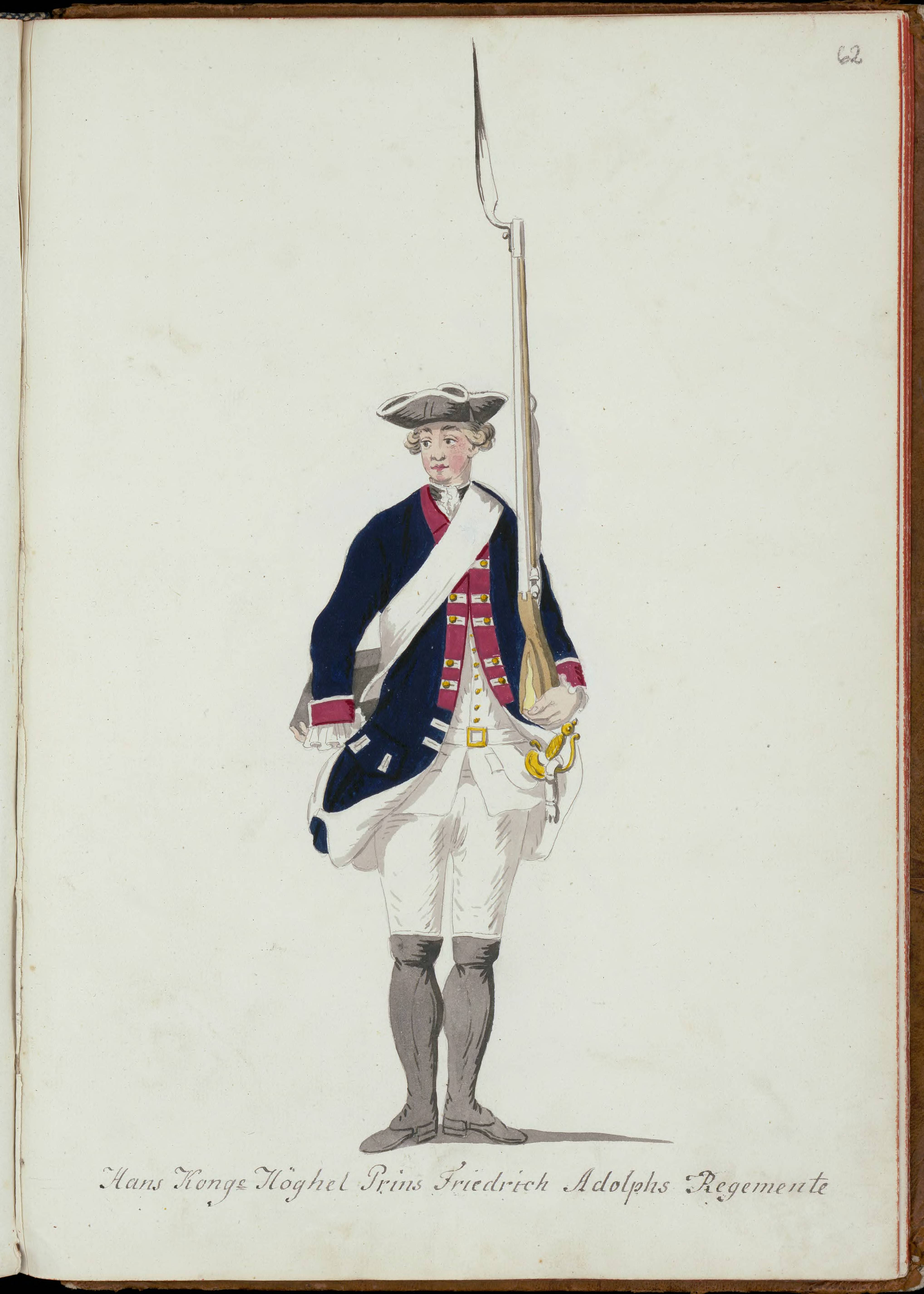
Uniform m/1765 för regementet
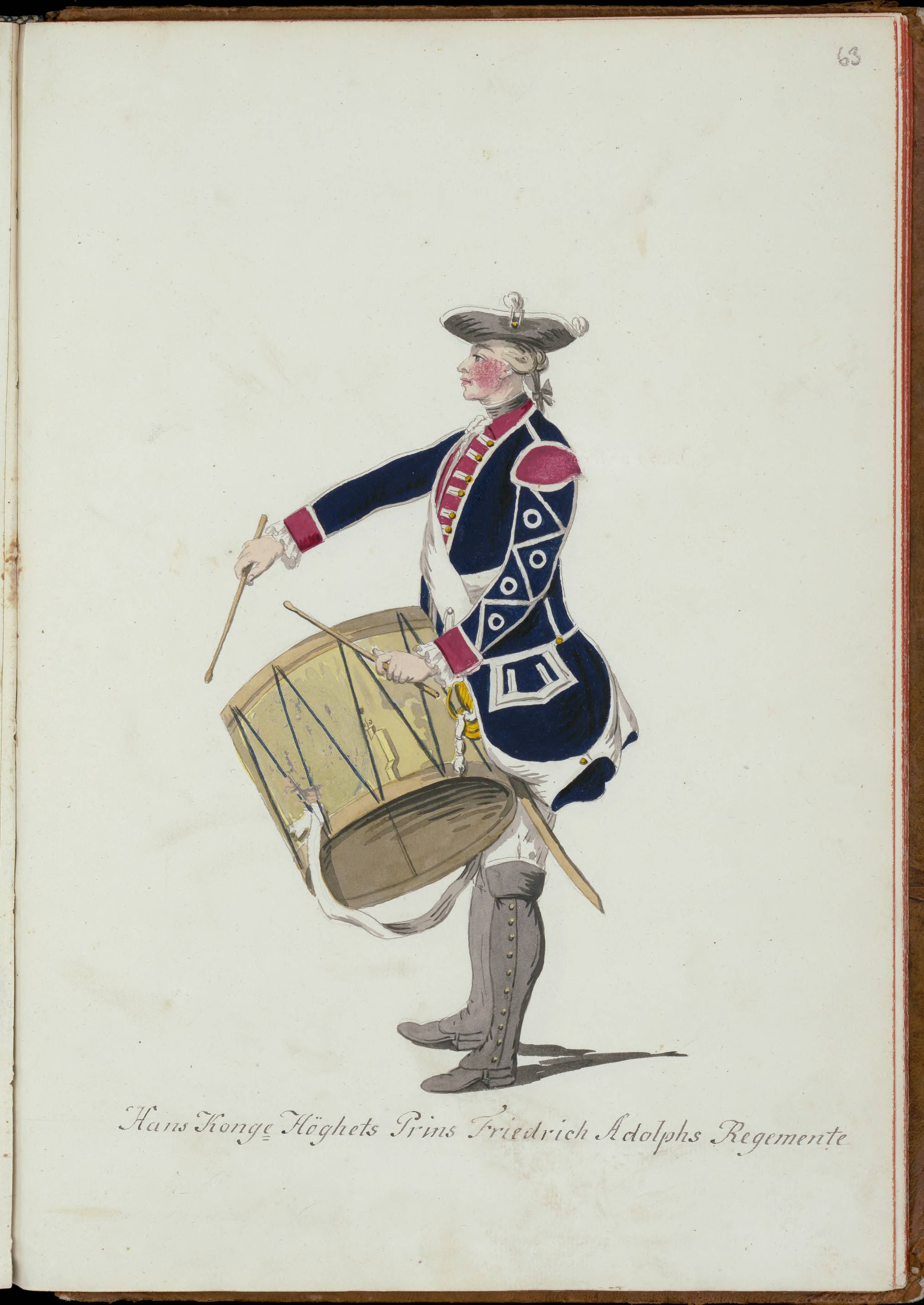
Uniform m/1765 för regementet
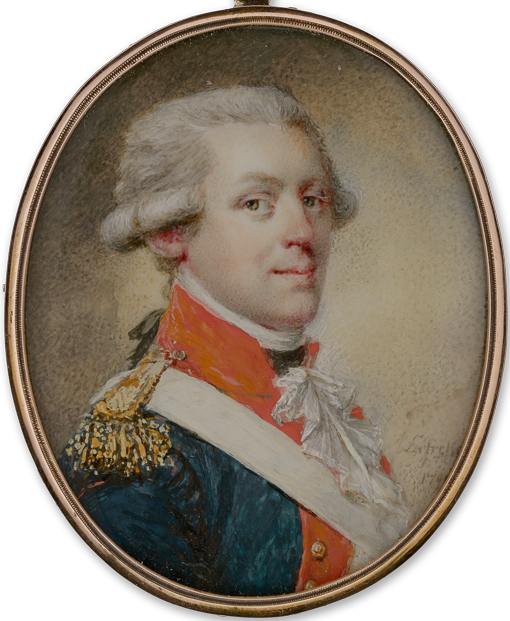
Lennart Reuterskiöld i uniform m/1792 för en kapten vid Änkedrottningens livregemente.
Uniform m/1792 för manskap i regementet
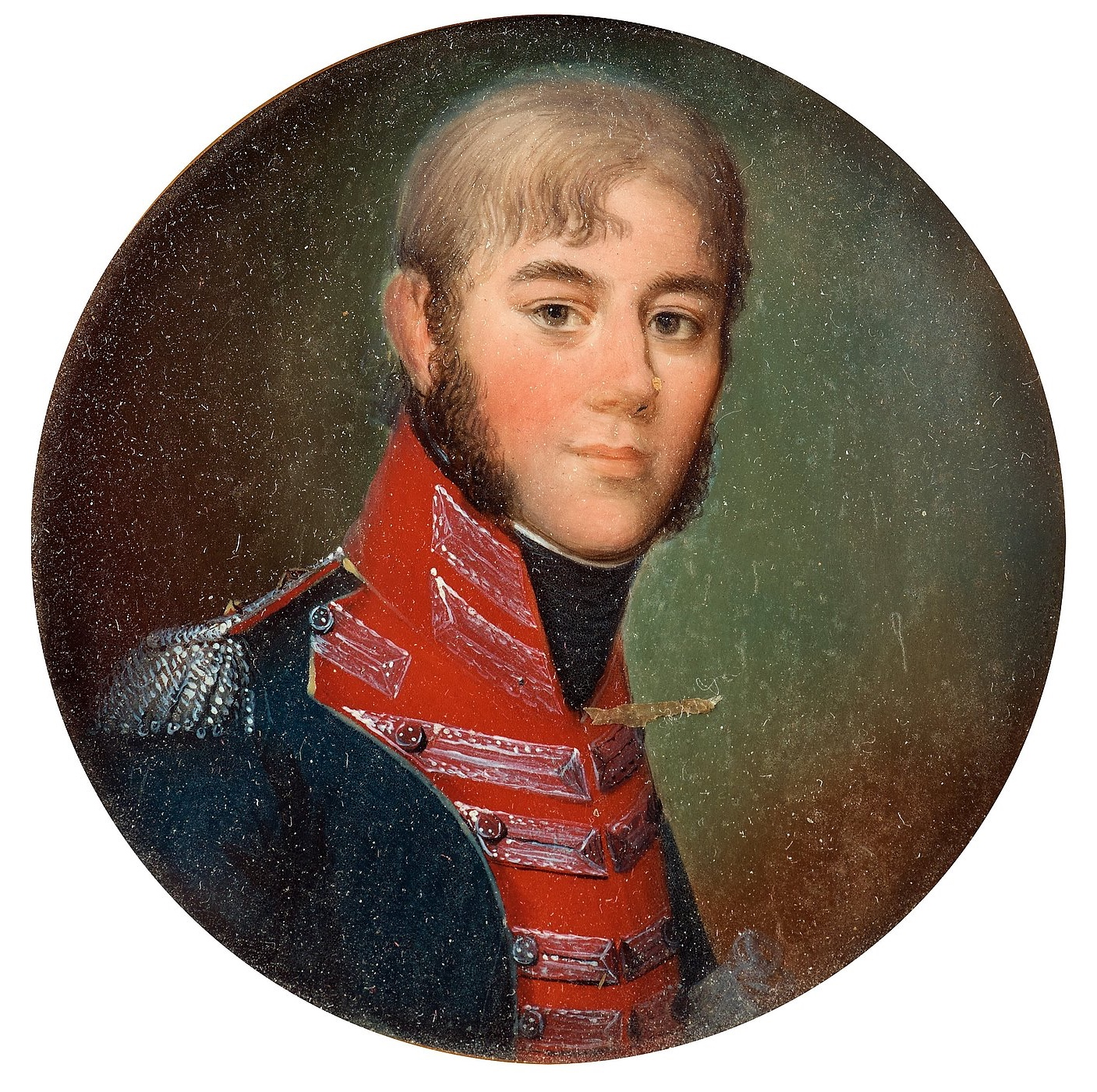
Axel Didrik Reuterskiöld iklädd regementets uniform m/1802.
Änkedrottning Lovisa Ulrika, målad av Lorens Pasch d.y.

## Förbandschefer
Nedan anges regementscheferna mellan 1742 och 1808. Hertig Fredrik Adolf var titulärchef 1761-1771. Änkedrottning Lovisa Ulrika var titulärchef 1772 fram till sin död 1782. 
- 1742-1759: Gustaf David Hamilton
- 1759-1761: Magnus Daniel Lilliesvärd
- 1761-1762: Carl Fredrik von Liewen
- 1762-1766: Anders Henrik Ramsay
- 1766-1782: Otto Jacob Zöge von Manteuffel
- 1782-1791: Carl Pfeiff
- 1791-1793: Hans Leonard Svedenhielm
- 1793-1806: Johan Adam Cronstedt
- 1806-1808: vakant
- 1808-1808: Axel Gabriel Leijonhufvud

## Uniform
Regementet hade under sin tid ett flertal olika uniformer men alltid i färgställningen vitt och blått, rött tillkom i och med uniform m/1765. Vilket kan syfta på Östergötlands landskapsvapen som har en röd botten, detta då Fredrik Adolf var hertig av det landskapet. Från 1765 var byxor och väst vita, rocken mörkblå med uppslag, passpoaler och revärer i rött. Blått och rött blev sedermera Göta Livgardes färger.

## Namn, beteckning och förläggning
| Hamiltons regemente                             | 1742 | – | 1759 |
| Lillieswärds regemente                          | 1759 | – | 1761 |
| von Liewens regemente                           | 1761 | – | 1762 |
| Prins Fredrik Adolfs värvade infanteriregemente | 1762 | – | 1771 |
| Generalmajor Zöge von Manteuffels regemente     | 1771 | – | 1772 |
| Änkedrottningens livregemente                   | 1772 | – | 1808 |

| Södra Sverige | 1742 | – | 1759 |
| Sveaborg (F)  | 1753 | – | 1761 |
| Stockholm (F) | 1761 | – | 1762 |
| Sveaborg (F)  | 1762 | – | 1808 |
| Stockholm (F) | 1773 | – | 1796 |